# Itoplectis glabra
Itoplectis glabra là một loài tò vò trong họ Ichneumonidae.